# Jezioro Łapińskie Nowe
Jezioro Łapińskie Nowe (Łapino Górne) – zbiornik retencyjny w Polsce położony na wschodnim krańcu Pojezierza Kaszubskiego („Obszar Chroniony Krajobrazu Doliny Raduni”) w województwie pomorskim, w powiecie gdańskim, na terenie gminy Kolbudy przy turystycznych szlakach Wzgórz Szymbarskich i Skarszewskim. Przez jezioro przepływa rzeka Radunia zaś zachodnim brzegiem jeziora prowadzi trasa zawieszonej obecnie linii kolejowej Pruszcz Gdański-Stara Piła-Kartuzy. Zbiornik został utworzony w roku 1927 i obejmuje 1,6 miliona m³ (o długości 3 kilometrów, szerokości od 90 do 300 metrów), znajduje się na wysokości 100 m n.p.m. Zbiornik należy do pierwszego z serii zalewów zwanych Kaskadą Raduni.
Ogólna powierzchnia: 40 ha, maksymalna głębokość: 9 m.
Elektrownia wodna

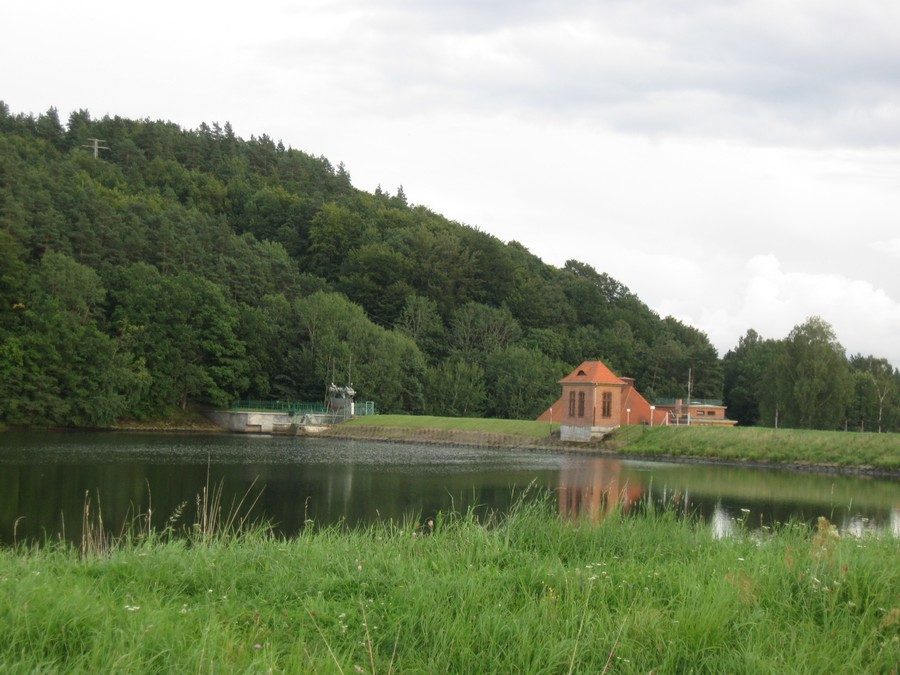
Widok na elektrownie od strony zalewu

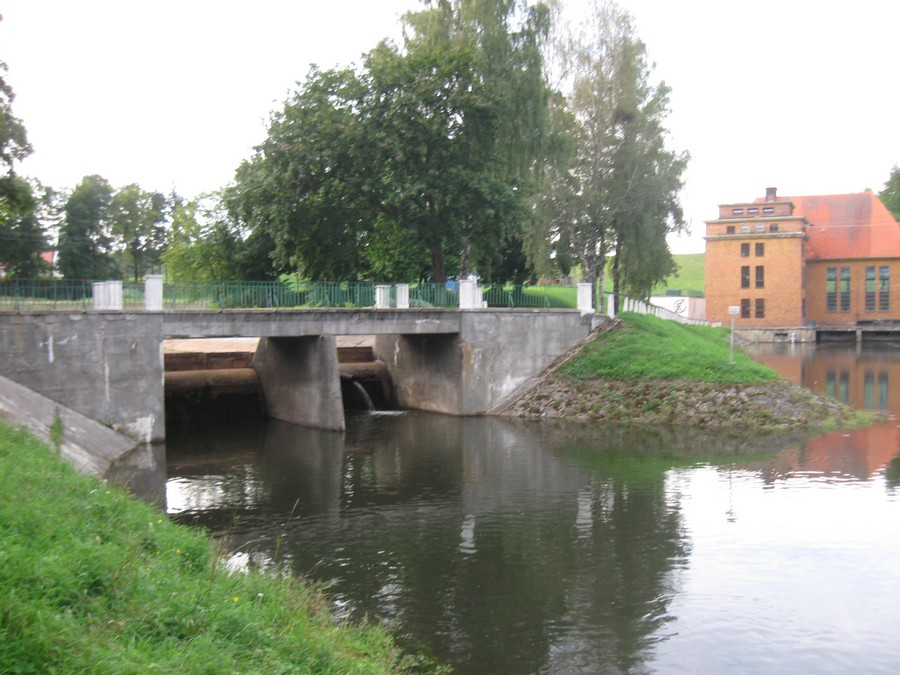
Jaz burzowy

Elektrownię Wodną Łapino wybudowano w 1927 roku jako piątą elektrownię wodną na Raduni. Właścicielem nowej elektrowni był Senat Wolnego Miasta Gdańska, choć pierwotnym inwestorem przedsięwzięcia był Ferdynand Schichau. Po przegranym procesie o Radunię zmuszony był oddać inwestycję Senatowi WM Gdańska. Jest elektrownią derywacyjną zbiornikową ze zbiornikiem o wyrównaniu półdobowym. Zbiornik wypełnia naturalną dolinę Raduni. W wyniku budowy zapory i spiętrzenia rzeki pod wodą znalazła się stara papiernia, tartak, las, droga oraz kilka zabudowań gospodarczych. Woda spiętrzona w zbiorniku za pomocą rurociągu żelbetowego biegnącego przez korpus zapory jest kierowana do turbin. W budynku elektrowni rurociąg żelbetonowy przechodzi w stalowy, który rozprowadza wodę do dwóch turbin. Turbiny te wyprodukowały zakłady Schichau Elbing (Elbląg) w 1925 roku.
W elektrowni Łapino prawdopodobnie po raz pierwszy na ziemiach polskich zastosowano rurociągi stalowe spawane elektryczne, zaledwie w kilka lat po wynalezieniu tej metody. W elektrowni zainstalowana jest trzecia turbina, czynna do dziś - o mocy 7 kW, jest to turbina potrzeb własnych elektrowni.
Niezwykle oryginalnym i unikatowym urządzeniem inżynierskim jest jaz burzowy, znajdujący się po lewej stronie elektrowni. Jaz ma zamknięcie segmentowe samoczynne z przeciwwagą. Podobne zamknięcia jazów stosowano w elektrowniach szwajcarskich i hiszpańskich na początku lat dwudziestych. Jaz wyposażony jest dodatkowo w klapę lodową. Poniżej jazu znajduje się czterostopniowa kaskada odprowadzająca wodę do kanału odpływowego elektrowni. 
Dane techniczne
- średni przepływ: 5,18 m³/s
- moc instalowana: 2294 kW
- przełyk instalowany: 22,07 m³/s
- rzędna piętrzenia: 99,80 m n.p.m.
- spad: 13,8 m

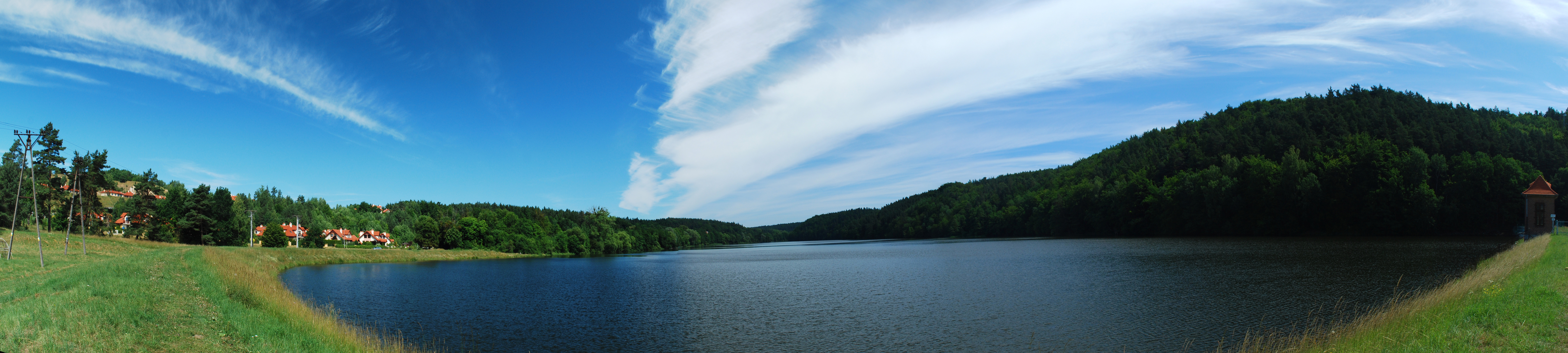
Panorama jeziora.

- średnia roczna produkcja: 4,19x106 kWh
- liczba turbozespołów: 2

Na zachodnim brzegu jeziora położona jest wieś Łapino, natomiast wschodnim brzegiem biegnie jej granica z sołectwem Lublewo Gdańskie, a także ścieżka na trasie Szlaku Skarszewskiego PTTK (zielonego).